# CHOQ
Pour les articles homonymes, voir CHOQ-FM.
CHOQ.ca est une webradio des étudiants de l'Université du Québec à Montréal (UQAM). Elle est gérée par les étudiants et les émissions sont produites et animées par des bénévoles. Elle a été mise en ligne en 2002 à la suite de l'initiative de quatre associations étudiantes. Il s'agit de la septième fois que UQAM tente de se doter d'une radio étudiante.
Sa programmation est accessible via son site Internet en écoute en direct et en podcast.

## Détails
Le nom CHOQ vient de « Centrale des humanoïdes sur les ondes du Québec ».

## Émissions
- (anciennement) Des Si et des Rais à laquelle participe Murphy Cooper entre autres